# Aek Nauli I (Pollung)
Aek Nauli I is een bestuurslaag in het regentschap Humbang Hasundutan van de provincie Noord-Sumatra, Indonesië. Aek Nauli I telt 1183 inwoners (volkstelling 2010).